# فرانك الكسندر (لاعب كريكت)
فرانك الكسندر (15 أبريل 1911 ببرث في أستراليا - 19 يونيو 2005 ببرث في أستراليا)  (بالإنجليزية: Frank Alexander)‏ هو لاعب كريكت أسترالي. لعب مع فريق غرب أستراليا للكريكت ‏.

## وصلات خارجية
- فرانك الكسندر على موقع إي آس بي آن كريك إنفو (الإنجليزية)